# I Feel Love
«I Feel Love» (с англ. — «Я влюблена») — песня, записанная американской певицей Донной Саммер для её пятого студийного альбома I Remember Yesterday 1977 года. Авторами песни стали Донна Саммер, Джорджо Мородер и Пит Белотт, последние два также стали продюсерами. Концепция альбома заключалась в том, чтобы каждый трек отображал разные десятилетия в музыкальном плане; для «I Feel Love» команда стремилась создать футуристическое настроение, используя синтезатор Муга.
«I Feel Love» был выпущен 1 мая 1977 года, незадолго до выхода альбома, как би-сайд к синглу «Can’t We Just Sit Down (And Talk It Over)». Два месяца спустя стороны поменялись местами, и сингл был переиздан. «I Feel Love» стал хитом номер один в Австралии, Австрии, Бельгии, Великобритании, Италии и Нидерландах, вошёл в первую тройку в Германии, в США песня поднялась до шестого места в Billboard Hot 100 и возглавила танцевальный чарт.
Композиция стала фактически символом эпохи диско. Песня положила начало новой вехи в музыке: в танцевальную музыку с тех пор стала активно внедряться электроника. В 2011 году Библиотека Конгресса США внесла «I Feel Love» в национальный реестр аудиозаписей как «имеющую культурное, историческое или эстетическое значение». Издание Financial Times назвало её «одной из самых влиятельных записей, когда-либо сделанных».

## Предыстория и запись
В 1970-х годах в Мюнхене, на студии Musicland Studios, возглавляемой продюсерами Джорджо Мородером и Питом Белоттом, был выпущен ряд диско-хитов, в том числе сингл 1975 года «Love to Love You Baby». Донна Саммер переехала в Мюнхен, чтобы выступать в мюзикле «Волосы», где стала заметной бэк-вокалисткой.
Для пятого альбома Саммер, I Remember Yesterday (1977), продюсерская команда хотела, чтобы каждый трек вызывал разные музыкальные явления разных десятилетий, такие как свинг 40-х, девичьи группы 60-х и фанк и диско 70-х. Для финального трека «I Feel Love» команда хотела создать футуристическое настроение. В то время как в большинстве диско-записей звучали студийные музыканты, команда продюсировала «I Feel Love» с помощью модульного синтезатор Муга, одолженного у композитора Эберхарда Шенера с помощью его ассистента Робби Веделя. Помощь Веделя с технически сложным синтезатором оказалась существенной, и Мородер описал его как «невоспетого героя» проекта.
«I Feel Love» была записана многодорожечной записью, а различные части воспроизводились на секвенсоре. Поскольку Муг быстро расстраивался, его приходилось записывать очередями по 20 или 30 секунд, прежде чем перенастраивать. Для создания хай-хэт звука, команда взяла белый шум, сгенерированный Мугом, и обработала с помощью ADSR-огибающей. Так как муг и не мог создать удовлетворительного ударного барабанного звука, то студийному музыканту Киту Форси пришлось заменить машину. Вокал Саммер и ударные Форси — единственные элементы песни, не исполненные машиной. Необычным явлением для диско-трека той эпохи, стало то, что Мородер сочинил бэк-трек и басовую линию перед мелодией.
Текст песни был написан Саммер и Белоттом. Саммер записала свой вокал за один дубль. В отличие от более глубокого грудного голоса, который использовали большинство диско-вокалистов, Саммер пела головным голосом.

## Композиция
«I Feel Love» написана в тональности до мажор, с электронным танцевальным колоритом, припевами и интерлюдиями. Каждая нота басовой линии удваивается эффектом задержки. Немодифицированная басовая линия играет через левый канал, а слегка замедленное повторение-через правый, создавая мерцающий громоподобный эффект.
Альбомная версия имеет длину 5:53. Она была удлинена до 8:15 для выпуска в качестве двенадцатидюймового макси-сингла, эта версия также появляется в сборник 1987 года The Dance Collection: A Compilation of Twelve Inch Singles. Песня была урезана до 3:45 для семидюймового сингла, эта версия была включена в большое количество сборников, такие как Endless Summer: Greatest Hits 1994 года и The Journey: The Very Best of Donna Summer 2003 года. Ещё одна редакция была подготовлена для первого сборника Донны Саммер On the Radio: Greatest Hits Volumes I & II.

## Коммерческий приём

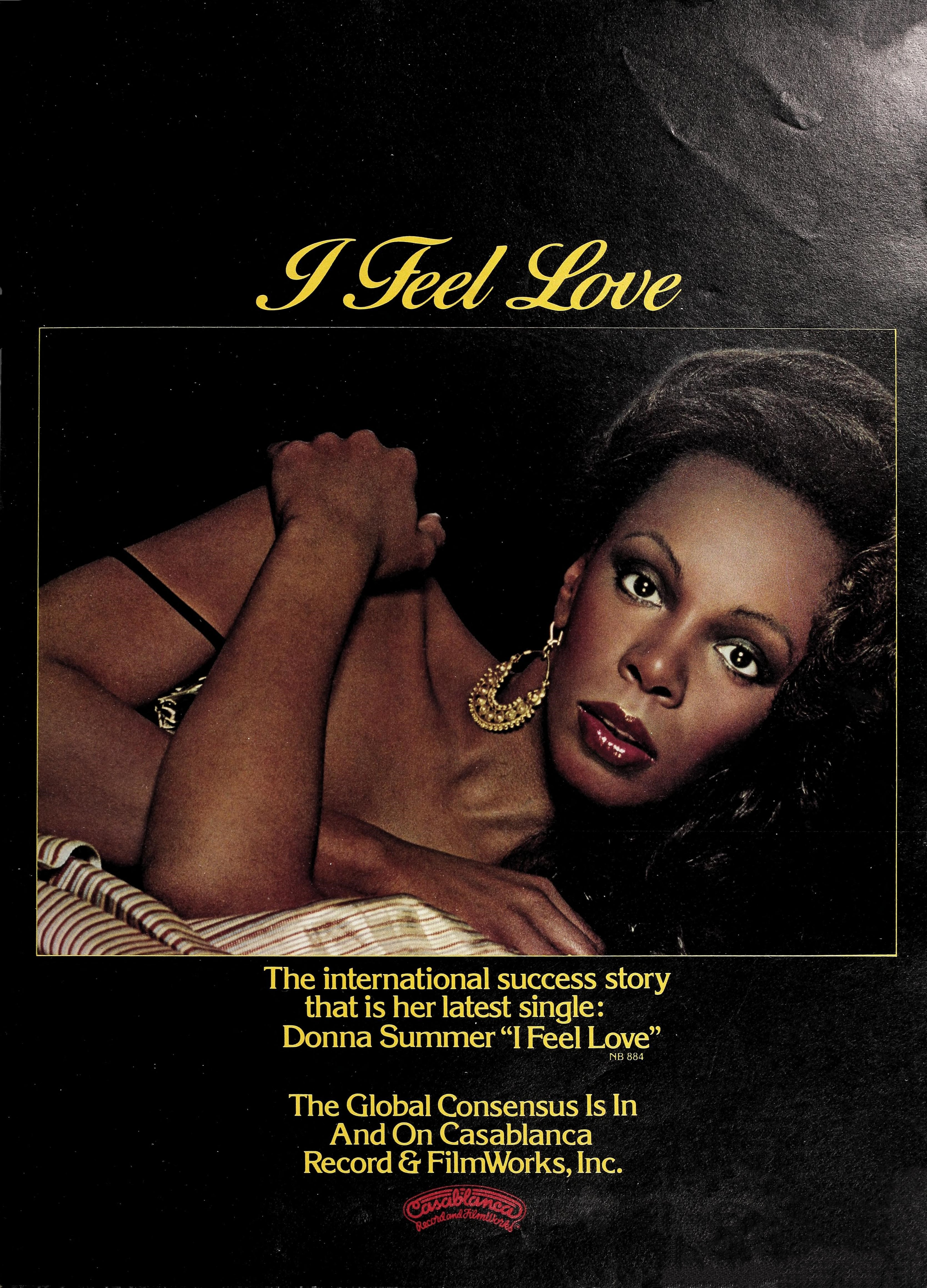
Реклама сингла в выпуске журнала Cash Box от 20 августа 1977 года

Песня «I Feel Love» достигла шестого места в чарте Billboard Hot 100 на неделе 12 ноября 1977 года. В октябре 1977 года он достиг девятого места в чарте Soul Singles. Песня также возглавила чарт Dance Club Songs. Песня также поднялась до четвёртого места в хит-парадах таких журналов как Cash Box и Record World. В ноябре сингл получил статус золотого от Американской ассоциации звукозаписывающих компаний за продажи, превысившие полмиллиона копий.
В Великобритании песня «I Feel Love» достигла вершины синглового чарта в июле 1977 года, и удерживала лидерство в течение четырёх недель. В 1978 году сингл также получил золотой статус. Согласно Official Charts Company, общие продажи всех версий сингла составили более одного миллиона копий в Соединенном Королевстве по состоянию на июнь 2013 года, что сделало его 103-й самый продаваемым сингл всех времен в стране.
В других странах «I Feel Love» также возглавляла чарты Австралии, Австрии, Бельгии, Нидерландов, а также входила в первую десятку чартов Германии, Ирландии, Италии, Канады, Новой Зеландии, Норвегии, ЮАР, Швейцарии и Швеции.
В СССР она была впервые издана в 1978 году в журнале «Кругозор» вместе с песней «I Remember Yesterday».

## Отзывы критиков
Кэптен Сенсибл в своём обзоре для Record Mirror назвал песню гениальной и потрясающей, но в то же время бессмысленной с её звуками стерео плавающими взад и вперед.
По словам певца Дэвида Боуи, который в то время записывал свою Берлинскую трилогию, его коллега Брайан Ино «прибежал» и сказал ему, что услышал «звук будущего». По словам Боуи, Ино предсказал, что песня изменит звучание клубной музыки на следующие пятнадцать лет, что «было более или менее правильно».

## Награды и номинации
В 1977 году песня была номинирована на канадскую музыкальную премию Juno Awards как самый продаваемый международный сингл. Также за исполнение данной песни Донна Саммер получила свою первую номинацию на премию American Music Awards как любимая соул/ритм-энд-блюзовая исполнительница. В 2004 году песня был включена в Зал славы танцевальной музыки.

## Наследие
Новаторская продюсерская работа Джорджо Мородера и Пита Белотта породила свой собственный музыкальный жанр, подражаемый мейнстримному жанру диско, и оказала влияние на развитие новой волны, синти-попа и более позднего техно.
Журналист Саймон Рейнольдс из Pitchfork заявил, что «I Feel Love» оказала значительное влияние на музыку во всех жанрах, в течение следующего десятилетия, включая рок-ориентированные жанры, такие как пост-панк и новой волны, и последующие суб-жанры электронной танцевальной музыки, в том числе хай-энерджи, итало-диско, хаус, техно и транса.
По мнению журнала Mixmag, песня заняла 12-е место в списке ста лучших танцевальных синглов всех времен: «Всякий раз, когда вы слышите эту мелодию, она гарантированно заставит вас улыбнуться, закрыть глаза и войти в транс. Первый шедевр электронной дискотеки, лучший трек диско-дивы Донна и Мородера. Будь то Деррик Мэй или Карл Крейг, ставящие восхитительно психоделический ремикс Патрика Коули 1982 года в свои техно-сеты, или Masters at Work, достигающие кульминации в четырёх палубном сете с прошлогодним гаражным ремейком, или просто какой-нибудь парень в галстуке-бабочке, играющий оригинал на свадьбе вашего брата, эта запись неподвластна времени. И бесценна». В 2013 году Mixmag поместил её на 19-е место в списке 50 величайших танцевальных треков всех времен.
Журнал Slant в 2006 году поставил песню на 1-е место в своем списке 100 величайших танцевальных песен, написав: Синтезаторы больше не будут оставаться интеллектуальной собственностью гиков-классиков. И, отделенный от контекста своего альбома и взятый в качестве сингла Топ-10, он не просто предполагал будущее, он был будущим. Воркуя восходящие куплеты почти банального экстаза, хриплый вокал Саммер все ещё пребывал в стратосфере её собственных искусственных ощущений.
В 2011 году Ричард Вайн из The Guardian назвал выпуск «I Feel Love» одним из 50 ключевых событий в истории танцевальной музыки, объявив его «одним из первых, кто полностью использовал потенциал электроники, заменив пышную диско-оркестровку гипнотической точностью машин».
Time Out поместил песню под номером 12 в свой список ста лучших песен для вечеринок в 2018 году, написав, что «Иногда появляется песня, которая настолько инновационна, что меняет форму музыкального ландшафта на десятилетия, а также заставляет вас встряхнуть пятой точкой. Этот вневременной диско-гимн, спродюсированный Джорджо Мородером в 1977 году, сделал именно это, став первым чисто электронным джемом, сделавшим его большим и в значительной степени изобретшим попутно танцевальную музыку».

### Музыкальные списки
| Издание                   | Рейтинг                                         | Год  | Позиция | Ист.   |
| ------------------------- | ----------------------------------------------- | ---- | ------- | ------ |
| BBC                       | Pop on Trial, Top 50 Songs from the 1970s       | 2008 | *       | [ 42 ] |
| IDJ Magazine              | The 50 Greatest Dance Singles                   | 2004 | 37      | [ 43 ] |
| Les Inrockuptibles        | 1000 Indispensable Songs                        | 2006 | *       | [ 44 ] |
| Les Inrockuptibles        | 1000 Necessary Songs                            | 2015 | *       | [ 44 ] |
| Mixmag                    | The 100 Best Dance Singles of All Time          | 1996 | 12      | [ 37 ] |
| Mixmag                    | 50 Greatest Dance Tracks Of All Time            | 2013 | 19      | [ 38 ] |
| Mojo                      | The 100 Records That Changed the World          | 2007 | 96      | [ 45 ] |
| Musikexpress              | The 700 Best Songs of All Time                  | 2014 | 134     | [ 44 ] |
| Muzik                     | The 50 Most Influential Records of All Time     | 2003 | *       | [ 44 ] |
| NME                       | The 100 Best Songs of NMÉs Lifetime             | 2012 | 79      | [ 44 ] |
| NME                       | The 100 Best Songs of the 1970s                 | 2012 | 6       | [ 46 ] |
| NME                       | The 500 Greatest Songs of All Time              | 2014 | 3       | [ 47 ] |
| NPO Radio 2               | Top 40 Songs by Year 1969—2000                  | 2013 | 18      | [ 44 ] |
| Panorama                  | The 30 Best Singles of the Year 1970-98         | 1999 | 1       | [ 44 ] |
| Pitchfork                 | The Pitchfork 500                               | 2008 | *       | [ 44 ] |
| Pitchfork                 | The 200 Best Songs of the 1970s                 | 2016 | 4       | [ 48 ] |
| PopMatters                | The 100 Best Songs Since Johnny Rotten Roared   | 2003 | 38      | [ 49 ] |
| Q                         | The 50 Most Exciting Tunes Ever                 | 2002 | 44      | [ 50 ] |
| Q                         | 100 Songs That Changed the World                | 2003 | 36      | [ 50 ] |
| Q                         | The 1001 Best Songs Ever                        | 2003 | 268     | [ 51 ] |
| Q                         | The 1010 Songs You Must Own                     | 2004 | *       | [ 52 ] |
| Q                         | Top 20 Singles from 1970 to 1979                | 2004 | 3       | [ 53 ] |
| Q                         | The Ultimate Music Collection                   | 2005 | *       | [ 54 ] |
| Rolling Stone             | The 500 Greatest Songs of All Time              | 2004 | 411     | [ 55 ] |
| Rolling Stone             | The 500 Greatest Songs of All Time              | 2010 | 418     | [ 56 ] |
| Rolling Stone             | 40 Songs That Changed the World                 | 2007 | *       | [ 44 ] |
| Rolling Stone             | 200 Greatest Dance Songs                        | 2022 | 1       | [ 57 ] |
| Rolling Stone Deutschland | Die 500 besten Songs aller Zeiten               | 2004 | 458     | [ 58 ] |
| Slant                     | The 100 Best Dance Songs of All Time            | 2020 | 1       | [ 39 ] |
| Spex                      | Die besten Singles aller Zeiten                 | 1999 | *       | [ 59 ] |
| The Guardian              | 1000 Songs Everyone Must Hear                   | 2009 | *       | [ 44 ] |
| The Guardian              | A History of Modern Music                       | 2011 | *       | [ 44 ] |
| Time                      | The All-Time 100 Songs                          | 2011 | *       | [ 60 ] |
| Time Out                  | The 100 Best Party Songs                        | 2018 | 12      | [ 41 ] |
| Uncut                     | The 100 Greatest Singles from the Post-Punk Era | 2001 | 11      | [ 61 ] |
| Uncut                     | 100 Rock and Movie Icons                        | 2005 | 68      | [ 62 ] |
| Volume                    | 200 Records that Changed the World              | 2008 | *       | [ 44 ] |

## Чарты
| Чарт (1977—1978)                      | Высшая позиция |
| ------------------------------------- | -------------- |
| Австралия (Kent Music Report)         | 1              |
| Австрия (Ö3 Austria Top 40)           | 1              |
| Бельгия/Валлония (Ultratop 50)        | 2              |
| Бельгия/Фландрия (Ultratop 50)        | 1              |
| Великобритания (OCC UK Singles)       | 1              |
| Великобритания (UK Disco Top 20)      | 1              |
| Великобритания (UK Soul Top 20)       | 1              |
| Германия (GfK)                        | 3              |
| Ирландия (IRMA)                       | 9              |
| Испания (PROMUSICAE)                  | 5              |
| Италия (Musica e dischi)              | 1              |
| Канада (RPM Top Singles)              | 4              |
| Нидерланды (Dutch Top 40)             | 1              |
| Нидерланды (Single Top 100)           | 1              |
| Новая Зеландия (Recorded Music NZ)    | 2              |
| Норвегия (VG-lista)                   | 8              |
| США (Billboard Adult Contemporary)    | 45             |
| США (Billboard Dance Club Songs)      | 1              |
| США (Billboard Hot 100)               | 6              |
| США (Billboard Hot R&B/Hip-Hop Songs) | 9              |
| США (Cash Box Top 100)                | 4              |
| США (Jet)                             | 16             |
| США (Record World Top Singles)        | 4              |
| Финляндия (Suomen virallinen lista)   | 11             |
| Швейцария (Schweizer Hitparade)       | 2              |
| Швеция (Sverigetopplistan)            | 5              |
| ЮАР (Springbok)                       | 6              |

| Чарт (1977)                        | Позиция |
| ---------------------------------- | ------- |
| Австралия (Kent Music Report)      | 17      |
| Австрия (Ö3 Austria Top 40)        | 6       |
| Бельгия/Фландрия (Ultratop 50)     | 6       |
| Великобритания (Gallup Poll)       | 6       |
| Германия (Offizielle Top 100)      | 27      |
| Италия (Musica e dischi)           | 5       |
| Канада (RPM Top Singles)           | 55      |
| Нидерланды (Single Top 100)        | 18      |
| Новая Зеландия (Recorded Music NZ) | 20      |
| США (Cash Box Top 100)             | 57      |

## Сертификации и продажи
| Регион | Сертификация | Продажи  |
| --- | ------------ | -------- |
| Великобритания (BPI) | Золотой      | 500 000^ |
| Канада (Music Canada) | Платиновый   | 150 000^ |
| США (RIAA) | Золотой      | 500 000^ |
| * Данные о продажах приведены только на основе сертификации. ^ Данные о тиражах приведены только на основе сертификации. |              |          |

## Ремикс Патрика Каули
В 1978 году диджей Патрик Каули, работавший в стилях диско и хай-энерджи, выпустил ремикс на песню «I Feel Love» продолжительностью 15:43, который, несмотря на то, что не произвел впечатления на Мородера, стал популярной «андеграундной классикой», доступной только на ацетатных дисках. В ремиксе использовались петли, поддерживающие басовую линию песни для расширенных пассажей наложенных эффектов и синтезаторных партий.
В середине 1980-х микс Коули был выпущен под названием «I Feel Love / I Feel Megalove» и подзаголовком «The Patrick Cowley MegaMix», но только на ограниченном виниле. Поскольку это издание не было доступно широкой публике для коммерческой продажи, оно стало очень популярным среди коллекционеров.
В 1982 году микс был выпущен на британском рынке Casablanca Records коммерчески на двенадцатидюймовом сингле, вместе с отредактированной восьмиминутной версией. С этим более широким релизом «I Feel Love» снова стал хитом на танцполах, спустя пять лет после своего дебюта. Ещё один отредактированный семидюймовый сингл достиг 21-го места в британском чарте синглов.
Микс Патрика Коули более не издавался до тех пор, пока не был выпущен на бонус-диске британского издания сборника Саммер 2003 года The Journey: The Very Best of Donna Summer и сборника Ben Liebrand Grand 12-Inches. Данный ремикс также присутствует на сборнике 2013 года I Feel Love: The Collection.

### Список композиций
- «I Feel Love» (Mega Mix) — 15:45
- «I Feel Love» (Mega Edit) — 8:50

### Чарты
| Чарт (1982)                     | Высшая позиция |
| ------------------------------- | -------------- |
| Великобритания (OCC UK Singles) | 21             |

## Ремиксы 1995 года
После выпуска PolyGram сборников The Donna Summer Anthology 1993 года и Endless Summer: Greatest Hits 1994 года, решено было выпустить ремиксы на песню «I Feel Love». Специально для этого Донна Саммер перезаписала вокал, среди диджеев, участвовавших в создании ремиксов были Masters at Work, а также Rollo и Sister Bliss. Новая версия достигла номера восемь в британском чарте синглов, во второй раз поднявшись в первую десятку, песня также возглавила танцевальный чарт страны. Песня также была включена как бонус-трек на французское издание сборника Endless Summer.

### Варианты издания
Великобритания — 12" (Manifesto — FESX 1)
1. «I Feel Love» (Rollo & Sister Bliss Monster Mix) — 6:31
2. «I Feel Love» (Masters At Work 86th St Mix) — 6:09
3. «I Feel Love» (Summer '77 Re-EQ '95) — 5:51
4. «Melody Of Love» (Junior Vasquez DMC Mix) — 5:53

Великобритания — 2x12" (Manifesto — DONDJ1/2)
1. «I Feel Love» (Rollo / Sister Bliss Monster Mix) — 9:50
2. «I Feel Love» (Masters At Work 86th Street Mix) — 7:23
3. «I Feel Love» (Summer '77 Re-Eq '95) — 5:51
4. «I Feel Love» (12" Masters At Work Mix) — 11:33
5. «I Feel Love» (Masters At Work Hard Dub) — 8:10
6. «I Feel Love» (Rollo/Sister Bliss Tuff Dub) — 5:36

Великобритания — 7" (Mercury — FESJB1) / Европа — CD (Mercury — 852 292-2)
1. «I Feel Love» (Rollo & Sister Bliss Monster Mix) — 3:50
2. «I Feel Love» (Summer 77 Re-Eq' 95) — 5:51

Европа — CD (Casablanca — 852 292-2) / Австралия — CD (Mercury — 852 293-2)
1. «I Feel Love» (Rollo & Sister Bliss Monster Mix) (Radio Edit) — 3:54
2. «I Feel Love» (Rollo & Sister Bliss Monster Mix) — 6:30
3. «I Feel Love» (12" MAW Mix) — 6:08

Франция — CD (Casablanca — 852 292-2)
1. «I Feel Love» (Rollo Mix Edit) — 3:57
2. «I Feel Love» (Summer 77 Re-EQ '95) — 5:51
3. «I Feel Love» (Masters At Work Mix) — 11:36

### Чарты
| Чарт (1995)                         | Высшая позиция |
| ----------------------------------- | -------------- |
| Австралия (ARIA)                    | 80             |
| Бельгия/Фландрия (Ultratop 50)      | 38             |
| Великобритания (OCC UK Singles)     | 8              |
| Великобритания (OCC UK Dance)       | 1              |
| Нидерланды (Dutch Top 40)           | 26             |
| Нидерланды (Single Top 100)         | 28             |
| Финляндия (Suomen virallinen lista) | 16             |
| Франция (SNEP)                      | 33             |

## Кавер-версии
- Bronski Beat включили попурри из «I Feel Love» с «Johnny Remember Me» на свой альбом The Age of Consent[англ.] 1984 года.
- Английский электронный дуэт Messiah[англ.] выпустил свою версию «I Feel Love» в 1992 году с вокальной партией Прешес Уилсон. Эта версия достигла 19-й строчки в чарте синглов Великобритании[91]. В США она была выпущена как сингл в 1994 году и достигла 15-го места в чарте Billboard Dance Club Songs в начале 1995 года, проведя в общей сложности 10 недель в чарте[92].
- Инструментальная версия композиции была в 1997 году записана Ванессой Мэй и вошла в её альбом Storm.

### Версия Сэма Смита
Британский певец Сэм Смит выпустил кавер-версию песни «I Feel Love» 1 ноября 2019 года. Смит описал её как гимн квир-сообщества и «самую высокую песню», которую он когда-либо пел. Песня была запланирована для включения в третий студийный альбом Смита Love Goes, но была исключена из трек-листа после того, как Смит перенесли выпуск альбома.

#### Варианты издания
Цифровая загрузка / стриминг
1. «I Feel Love» — 4:14

12" picture disc
1. «I Feel Love» — 4:14
2. «I Feel Love» (Extended) — 6:00

#### Чарты
| Чарт (2019-20)                             | Высшая позиция |
| ------------------------------------------ | -------------- |
| Бельгия/Валлония (Ultratop Dance)          | 49             |
| Бельгия/Фландрия (Ultratip Bubbling Under) | 19             |
| Бельгия/Фландрия (Ultratop Dance)          | 14             |
| Великобритания (OCC UK Singles)            | 76             |
| Венгрия (Single Top 40)                    | 40             |
| Европейский союз (Euro Digital Song Sales) | 11             |
| Ирландия (IRMA)                            | 78             |
| Мексика (Billboard)                        | 5              |
| Новая Зеландия (RMNZ Hot Singles)          | 22             |
| США (Billboard Dance Club Songs)           | 1              |
| США (Billboard Digital Song Sales)         | 14             |
| США (Billboard Hot Dance/Electronic Songs) | 8              |
| Шотландия (OCC Scotland)                   | 24             |